# Roger Lapham
Pour les articles homonymes, voir Lapham.
Roger Lapham (né le 6 décembre 1883 à New York, mort le 16 avril 1966) est un homme politique américain républicain, qui a été maire de San Francisco entre 1944 et 1948.

## Biographie
Élu maire en 1943, il entre en fonctions en janvier 1944. Il a œuvré pour que la conférence des Nations Unies de 1945 se déroule à San Francisco.
Il a mis en place les premiers parcmètres de la ville en 1947.
Il est le père du polémiste Lewis H. Lapham.